# Энгельберг, Эрнст
Эрнст Энгельберг (нем. Ernst Engelberg, 5 апреля 1909 — 18 декабря 2010) — немецкий (ГДР) историк, профессор. Известен как автор двухтомной биографии фон Бисмарка. Книга была опубликована одновременно и в ГДР, и в ФРГ. Некоторые авторы считают его биографию сменой парадигмы в историографии ГДР.

## Биография
Эрнст Энгельберг родился в семье с левыми традициями. Энгельберг вступил в Компартию Германии 1930 году. Заключён 1934 году нацистами «за подготовку к измене родине», после отбывания срока смог сбежать в Швейцарию, жил и работал в эмиграции (в Стамбуле). С 1949 года профессор Лейпцигского университета. Хотя сам верный марксист, в своей биографии Бисмарка Энгельберг симпатизировал Бисмарку, его политическому реализму и внешней политике равновесия.